# Ischyja achysis
Ischyja achysis är en fjärilsart som beskrevs av Louis Beethoven Prout. Ischyja achysis ingår i släktet Ischyja och familjen nattflyn. Inga underarter finns listade i Catalogue of Life.